# 薩弗倫沃爾登
薩弗倫沃爾登（英語：Saffron Walden）是英國埃塞克斯郡的一座集鎮，位於畢曉普斯托福德以北12英里（19）處，劍橋以南18英里（29）處，倫敦以北43英里（69）處。2001年，薩弗倫沃爾登有人口14,313人。薩弗倫沃爾登至今仍充滿田園景觀，並保留有不少中世紀時期的建築。

## 外部連結
- Saffron Walden Town Council （页面存档备份，存于）
- Saffron Walden Arts Trust （页面存档备份，存于）